# Louis Gustave Chauveaud
Louis Gustave Chauveaud (Aigre, 12 de diciembre de 1859 - París, 1933) fue un médico, botánico-anatomista vegetal francés.
Viniendo de una familia modesta, hizo un aprendizaje como mecánico. Como autodidacta, observó plantas e insectos haciendo estudio de metamorfosis. Sin embargo, atraído por la ciencia, se trasladó a París a los 20 años, donde dirigió sus estudios para licenciarse en ciencias naturales a los 29 años, y el doctorado en ciencias a los 32, para ser doctor en medicina a los 33.
En 1890, ingresa al Laboratorio de la Escuela Práctica de Altos Estudios, de donde será director. Y doctor del Museo Nacional de Historia Natural de Francia. Director de Trabajos Prácticos de botánica en la Facultad de Ciencias de Paris durante 30 años. Profesor en la Sorbona, pasó su vida en sus laboratorios. Falleció en 1933, dejando la imagen de un científico de otro siglo. Por seguir su investigación, se enfrentó con la oposición de sus maestros, por sus difíciles teorías. Hasta el reconocimiento de esos mismos profesores.

## Algunas publicaciones

### Libros
- 1921. La constitution des plantes vasculaires révélée par leur ontogénie. Ed. Payot. 155 pp.
- 1892. De la reproduction chez les dompte-venin. Ed. Société d' éditions scientifiques. 111 pp.
- 1891. Recherches embryogéniques sur l'appareil laticifère des euphorbiacées, urticacées, apocynées et asclépiadées. Ed. G. Masson. 161 pp.

## Reconocimientos
- Presidente de la Société Botanique de France, en el periodo 1928

## Eponimia
- (Crassulaceae) Sedum chauveaudi Raym.-Hamet[1]